# Eva Lili Mueller
Eva Lili Mueller (geboren 26. Februar 1920 in Mannheim; gestorben 19. November 2006 in Ann Arbor) war eine US-amerikanische Ökonomin deutscher Herkunft.

## Leben
Eva Lili Müller war eine Tochter des Industriechemikers Heinrich (Henry) Müller (1889–1964) und der Industriechemikerin Lili Wachenheim (1893–1989), sie hatte zwei jüngere Geschwister. Die Familie floh 1936 vor der nationalsozialistischen rassischen Verfolgung in die USA. Sie besuchte das Smith College, machte 1942 einen B.A. und hatte ihre erste Stelle an der Federal Reserve Bank of New York. Sie machte 1945 einen M.A. an der New York University. Ab 1948 war sie als Instructor für Ökonomie an der University at Buffalo beschäftigt und 1951 wurde sie an der Harvard University promoviert.
Mueller betrieb ab 1951 in Ann Arbor zunächst Konsumforschung am Institute for Social Research bei George Katona. 1957 wurde sie Assistant Professor für Ökonomie an der University of Michigan und erhielt 1964 eine Professur. 1988 wurde sie emeritiert. Mueller forschte und publizierte zur Verbindung zwischen ökonomischem und demografischem Wandel. Sie wurde 2001 mit dem Carolyn Shaw Bell Award des Committee on the Status of Women in the Economics Profession der American Economic Association gewürdigt. 

## Schriften (Auswahl)
- George Katona; Eva Mueller: Consumer attitudes and demand : 1950–1952. Ann Arbor, Mich., 1953
- George Katona; Eva Mueller: A study of purchase decisions. Consumer behavior: The dynamics of consumer reaction 1. 1955, S. 30–87
- George Katona; Eva Mueller: Consumer expectations : 1953–1956. Ann Arbor, Mich.: Survey Research Center, 1961
- James N. Morgan; Eva Mueller: Location decisions of manufacturers. The American Economic Review, 1962, S. 204–217
- Public attitudes toward fiscal programs. The Quarterly Journal of Economics. 1963, S. 210–235
- George Katona; Eva Mueller: Consumer response to income increases. Washington, D.C. : Brookings Institution, 1968
- George Katona; Eva Mueller: Technological advance in an expanding economy : its impact on a cross-section of the labor force. Ann Arbor, Mich. : Inst. for Social Research, 1969
- John B. Lansing; Eva Mueller: The geographic mobility of labor. Survey Research Center, University of Michigan, 1973
- Deborah S. Freedman; Eva Mueller: Economic modules for use in fertility surveys in less developed countries. Voorburg : Internat. Statist. Inst., 1974
- Maurice MacDonald; Eva Mueller: The Measurement of Income in Fertility Surveys in Developing Countries. Studies in Family Planning, 6(1), 1975, S. 22–28
- Economic Motives for Family Limitation. Population Studies, 1972, S. 383–403
- The economic value of children in peasant agriculture. In: Ronald Gene Ridker: (Hrsg.) Population and development: The search for selective interventions. Baltimore: The Johns Hopkins University Press, 1976, S. 98–153
- R. Cohn; Eva Mueller: The Relation of Income to Fertility Decisions in Taiwan. Economic Development and Cultural Change, 1977, S. 325–347
- The Impact of Demographic Factors on Economic Development in Taiwan. Population and Development Review, 1977, S. 1–22
- Kathleen Short; Eva Mueller: Income and Wealth as They Affect the Demand for Children in Developing Countries. PSC Research Report No. 82–35. 9 1981.
- Sherrie Kassoudji; Eva Mueller: The Economic and Demographic Status of Female-Headed Households in Rural Botswana. Economic Development and Cultural Change, 1983, S. 831–859
- The Value and Allocation of Time in Rural Botswana. Journal of Development Economics, 1984, S. 329–360
- B. Watanabe; Eva Mueller: A Poverty Profile for Rural Botswana. World Development, 12, no. 2 (1984): S. 115–127
- Time Use Studies: Their Potential Contribution to the Policy Dialogue in Developing Countries. PSC Research Report No. 85–86. 9 1985.